# Cristoforo Colombo (Schiff, 1954)
Die Cristoforo Colombo war ein 1954 in Dienst gestelltes Transatlantik-Passagierschiff der italienischen Reederei Italia – Società di Navigazione (Italian Line). Die Cristoforo Colombo war bei ihrer Indienststellung das größte Schiff der italienischen Handelsmarine. Sie war das Schwesterschiff der 1956 gesunkenen Andrea Doria.

## Planung
Der Zweite Weltkrieg hatte für die Italian Line verheerende Folgen gehabt. Ihre beiden größten und prestigeträchtigsten Schiffe, die Rex (51.061 BRT, 1932) und die Conte di Savoia (48.502 BRT, 1932), waren bei Angriffen schwer beschädigt worden und untergegangen. Zum Ausgleich dieser Verluste mussten neue Schiffe gebaut werden. Das Ziel der Reederei war es, Passagierschiffe in Dienst zu stellen, die nicht ganz so groß wie die Rex, jedoch immer noch luxuriös, komfortabel und elegant waren. Zudem sollten sie das Ansehen Italiens im Bereich des transatlantischen Linienverkehrs wiederherstellen. Die ersten dieser Schiffe waren die Giulio Cesare und ihr Schwesterschiff Augustus. Noch während des Baus dieser neuen Schiffe entstanden jedoch bereits Pläne für zwei neue Schwesterschiffe mit ähnlichem Design, die jedoch größer und noch komfortabler werden sollten. 
Das Ergebnis der Planungen waren die beiden mehr als 29.000 BRT großen Schwesterschiffe Andrea Doria (benannt nach dem gleichnamigen General) und Cristoforo Colombo (benannt  nach dem Entdecker Christoph Kolumbus). Sie wurden unter den Baunummern 918 bzw. 1478 auf der Schiffswerft Cantieri Navali Ansaldo di Sestri Ponente in Genua gebaut. Als erstes der beiden Schiffe wurde am 9. Februar 1950 die Andrea Doria auf Kiel gelegt. Die Kiellegung der Cristoforo Colombo folgte am 19. Februar 1952. Der Stapellauf der Andrea Doria fand am 16. Juni 1951 statt; der der Cristoforo Colombo am 10. Mai 1953. Die  Cristoforo Colombo war geringfügig größer als die Andrea Doria, was sie zum größten italienischen Passagierschiff und zum größten Schiff der italienischen Handelsmarine machte.  
Die beiden Schiffe wurden als Luxusdampfer geplant und waren sehr erlesen ausgestattet. Zur Ausstattung gehörten unter anderem ein Ballsaal, eine Lounge, ein Musiksalon und mehrere Swimmingpools. Die Cristoforo Colombo war 213,6 Meter lang, 27,4 Meter breit und konnte auf zehn Decks 229 Passagiere in der Ersten Klasse, 222 Passagiere in der Kabinenklasse und 604 Passagiere in der Touristenklasse aufnehmen. Die Besatzung bestand aus 563 Personen. Die Probefahrten wurden zwischen dem 6. und 10. Juni 1954 durchgeführt.

## Nordatlantikroute

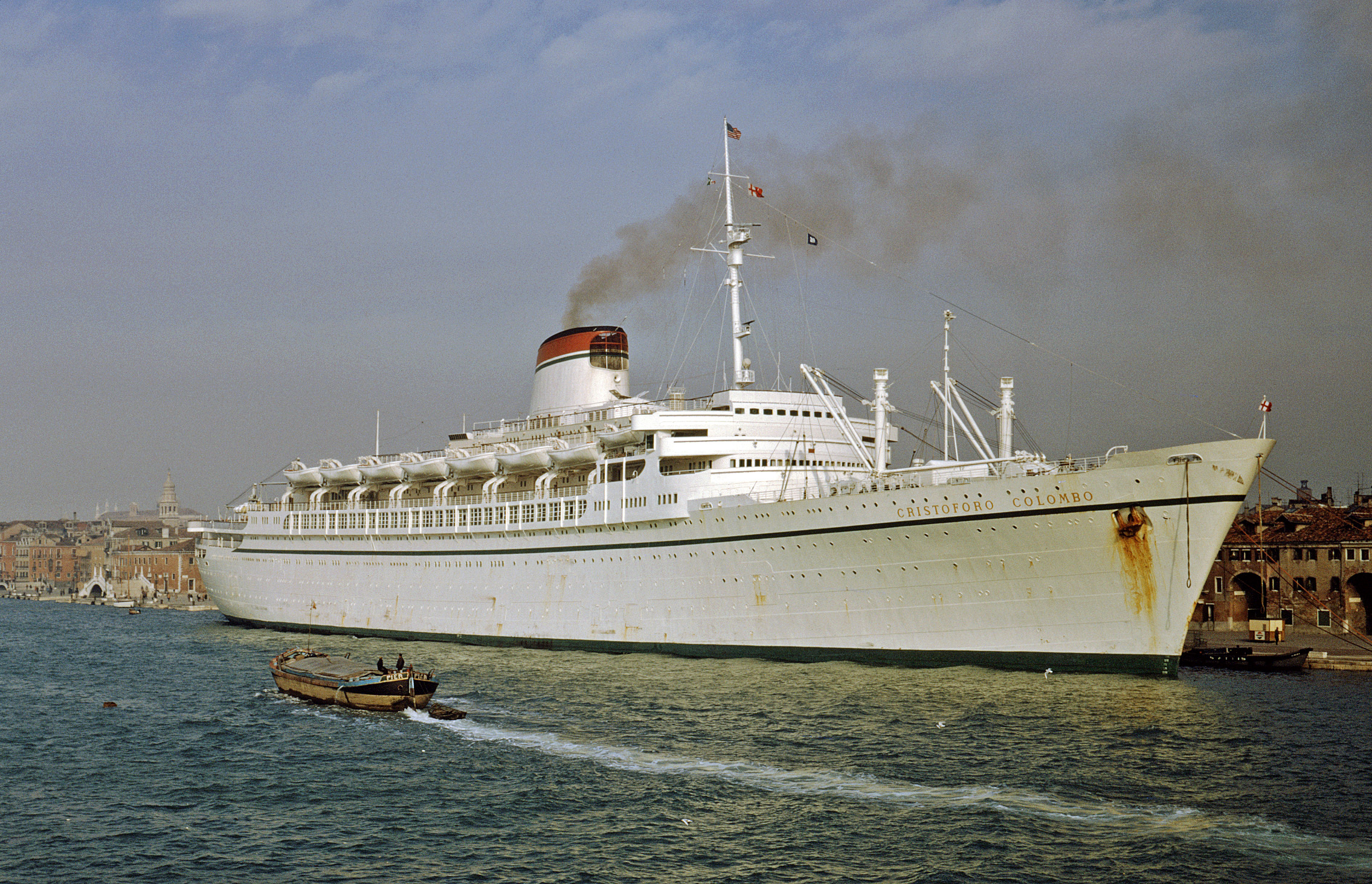
Die Cristoforo Colombo in Venedig, Oktober 1972

Am 15. Juli 1954 lief die Cristoforo Colombo in Genua zu ihrer Jungfernfahrt nach New York mit Zwischenstopps in Neapel, Cannes und Gibraltar aus. Sie war größer als die Andrea Doria und zu dem Zeitpunkt das größte italienische Handelsschiff. Nach dem Untergang ihres Schwesterschiffs 1956 war sie zunächst allein auf dieser Route, bis im Juni 1960 der Ersatz für die Andrea Doria, die Leonardo da Vinci (33.340 BRT), in Dienst gestellt wurde. Im Frühling 1964 brachte die Cristoforo Colombo mehrere wertvolle Skulpturen des Vatikans zur Weltausstellung 1964 nach New York. 
Die Cristoforo Colombo und die Leonardo da Vinci galten als die Flaggschiffe Italiens auf dem Nordatlantik, bis 1965 die Michelangelo (45.911 BRT) und die Raffaello (45.933 BRT) in Dienst gestellt wurden. Daraufhin wurde die Cristoforo Colombo auf die Route von Triest über Venedig, Piräus, Messina, Palermo und Neapel nach Halifax und New York gesetzt. 1966 wurde ihr Schiffsrumpf komplett weiß gestrichen, um mit den moderneren Schiffen der Flotte übereinzustimmen, bei denen man den kombinierten Schwarzweiß-Anstrich aufgegeben hatte. 1971 kollidierte sie in Lissabon im Nebel mit der Ana Mafalda und musste zur Reparatur nach Triest geschickt werden.

## Letzte Jahre
1973 wurde die Cristoforo Colombo aus dem New-York-Dienst abgezogen und auf die Südamerika-Route gesetzt, wobei sie mit Zwischenstopps in Neapel, Cannes, Barcelona und Lissabon die südamerikanischen Städte Rio de Janeiro, Santos, Montevideo und Buenos Aires anlief. Auf dieser Route sollte sie die 1951 in Dienst gestellte Giulio Cesare ersetzen, die aufgrund eines Ruderschadens aus dem Verkehr gezogen wurde. 
1977 wurde das Schiff an das venezolanische Stahlunternehmen Siderúrgica del Orinoco C. A. verkauft und in Puerto Ordaz als Wohnschiff für Bauarbeiter genutzt. 1981 wurde sie zum Abbruch nach Taiwan verkauft. Am 24. Juli 1983 traf sie in Kaohsiung ein, wo am 27. August 1983 die Abbrucharbeiten durch die Yih Shen Steel Enterprise Co. Ltd. begannen.  